# Карл Аугуст Крунлунд
Карл Аугуст Вернер Крунлунд (швед. Carl August Verner Kronlund; 25 серпня 1865 року, Шевде — 15 серпня 1937 року, Стокгольм) — шведський керлінгіст. Срібний призер Олімпіади у Шамоні. Найстаріший учасник та призер зимових олімпійських ігор.

## Кар'єра
Карл Аугуст Крунлунд народився у Шевде, але більшу частину свого життя прожив у Стокгольмі разом з дружиною Елін.
На Олімпійських іграх 1924 року в Шамоні брали участь три країни, Швеція була представлена у двох матчах двома окремими командами. Крунлунд був учасником першої шведської команди, котра перемогла французів з рахунком 18:10. Через поразку другої команди від британців, шведи посіли друге місце та отримали срібні нагороди. Довгий час турнір з керлінгу на Олімпіаді у Шамоні помилково вважали демонстраційним, доки у 2006 році МОК не визнав його офіційним.
Карл Аугуст Крунлунд є найстарішим учасником та призером зимових олімпійських ігор. Під час змагань у Шамоні, йому було 58 років.